# Adelajda del Vasto
Adelajda del Vasto, Adelaide, Adelasia, Azalaïs (ur. ok. 1075, zm. 16 kwietnia 1118) – hrabina Sycylii jako trzecia żona Rogera I, potem królowa Jerozolimy jako trzecia żona Baldwina I.

## Życiorys
Urodziła się jako córka Manfreda del Vasto i jego żony Agnieszki de Vermandois.
Była bratanicą Bonifacego del Vasto, markiza zachodniej Ligurii. Rodzina jej ojca była młodszą gałęzią rodu Aleramici, ich przodkiem był Aleramo de Montferrat, i markizowie Montferratu. Bracia Adelajdy założyli młodsze gałęzie rodu del Vasto - markizów Saluzzo, Busca, Lancia, Ceva i Savona. Matka Adelajdy była córką Hugona de Vermandois i Adeli de Vermandois (córki Herbert IV de Vermandois i Adeli de Valois).

## Hrabina Sycylii
W 1089 Adelajda poślubiła Rogera I, hrabiego Sycylii. W tym samym czasie dwaj nieślubni synowie Rogera; Jordan i Godfryd de Hauteville, poślubili siostry Adelajdy. Z Rogerem I miała czworo dzieci:
- Szymona, hrabiego Sycylii,
- Matyldę, żonę Ranulfa II, hrabiego Alife,
- Rogera II, hrabiego, potem króla Sycylii,
- Maksymillię, żonę Hildebranda VI Aldobrandeschi.

Roger I zmarł w 1101, a Adelajda rządziła wyspą jako regentka w imieniu swoich dwóch kolejnych synów. W tym czasie, dzięki niej Roger II nadał Paternò i Buterę jej bratu Henrykowi del Vasto oraz ożenił go z Flandiną, pasierbicą Adelajdy.

## Królowa Sycylii
W 1112 król Jerozolimy Balwdin postanowił ożenić się po raz trzeci. Jego pierwsza żona - Godwera z Tosni zmarła w październiku 1097 w Maraszu. W 1098 ożenił się ponownie, z Armenką nazywaną przez niektóre źródła Ardą. Ślub z Ardą miał przypieczętować sojusz Armenii z Edessą, której hrabią był wtedy Baldwin. Około 1108 Baldwin oddalił żonę i zmusił ją do wstąpienia do zakonu. Łaciński patriarcha Jerozolimy Arnulf de Chocques, zaproponował na trzecią żonę Baldwina Adelajdę, ponieważ jej syn Roger był już na tyle dorosły, aby samodzielnie rządzić Sycylią. Baldwin wysłał ambasadorów i szybko zgodził się na wszystkie warunki Adelajdy. Adelajda chciała, aby syn którego ewentualnie urodzi Baldwinowi odziedziczył Jerozolimę, ale jeśli nie będą mieli syna Jerozolima przypadnie Rogerowi II. W posagu Adelajda wniosła Baldwinowi niesamowite bogactwa, których ten bardzo potrzebował, oraz muzułmańskich łuczników i tysiąc sycylijskich żołnierzy.
Adelajda była już w średnim wieku i nie urodziła następcy tronu Jerozolimy. Baldwina oskarżono o bigamię, ponieważ Arda wciąż żyła, a patriarchę Arnulfa usunięto ze stanowiska. W 1116 papież Paschalis II zgodził się przywrócić Arnulfa, jeśli doprowadzi on do anulowania małżeństwa Baldwina i Adelajdy. Baldwin zgodził się po tym jak zachorował, był pewien, że jeśli odrzuci grzech bigamii, to odzyska siły. W 1117 w Akce anulował swoje małżeństwo, a Adelajda wróciła na Sycylię. Zmarła 16 kwietnia 1118 i została pochowana w Patti. Roger II był oburzony potraktowaniem swojej matki i nigdy o tym nie zapomniał. Prawie 30 lat później Roger wciąż pamiętając odmówił przyłączenia się do II krucjaty.